# Chronomégaphone

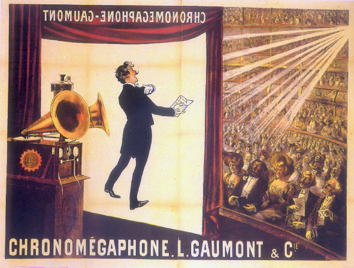
Affiche Gaumont de 1908, montrant derrière l'écran un chronomégaphone lors de la projection d'une phonoscène.

Dans les années 1910, le chronomégaphone est un couple d'elgéphones qui utilise de l'air comprimé pour amplifier le son sur disque. L'elgéphone (d'après les initiales de Louis Gaumont : LG) est le modèle de phonographe développé par la société Gaumont pour la présentation des phonoscènes, des prestations filmées de chanteurs d'opéra et de chansonniers populaires, sous la direction de la 
première réalisatrice du cinéma, Alice Guy, selon le procédé que l'on appellera plus tard le play-back. Environ cinquante chronomégaphones ont été fabriqués et commercialisés à travers le monde (Europe, Canada, États-Unis, Mexique, Inde, Australie, Japon).

## Description d'un chronomégaphone

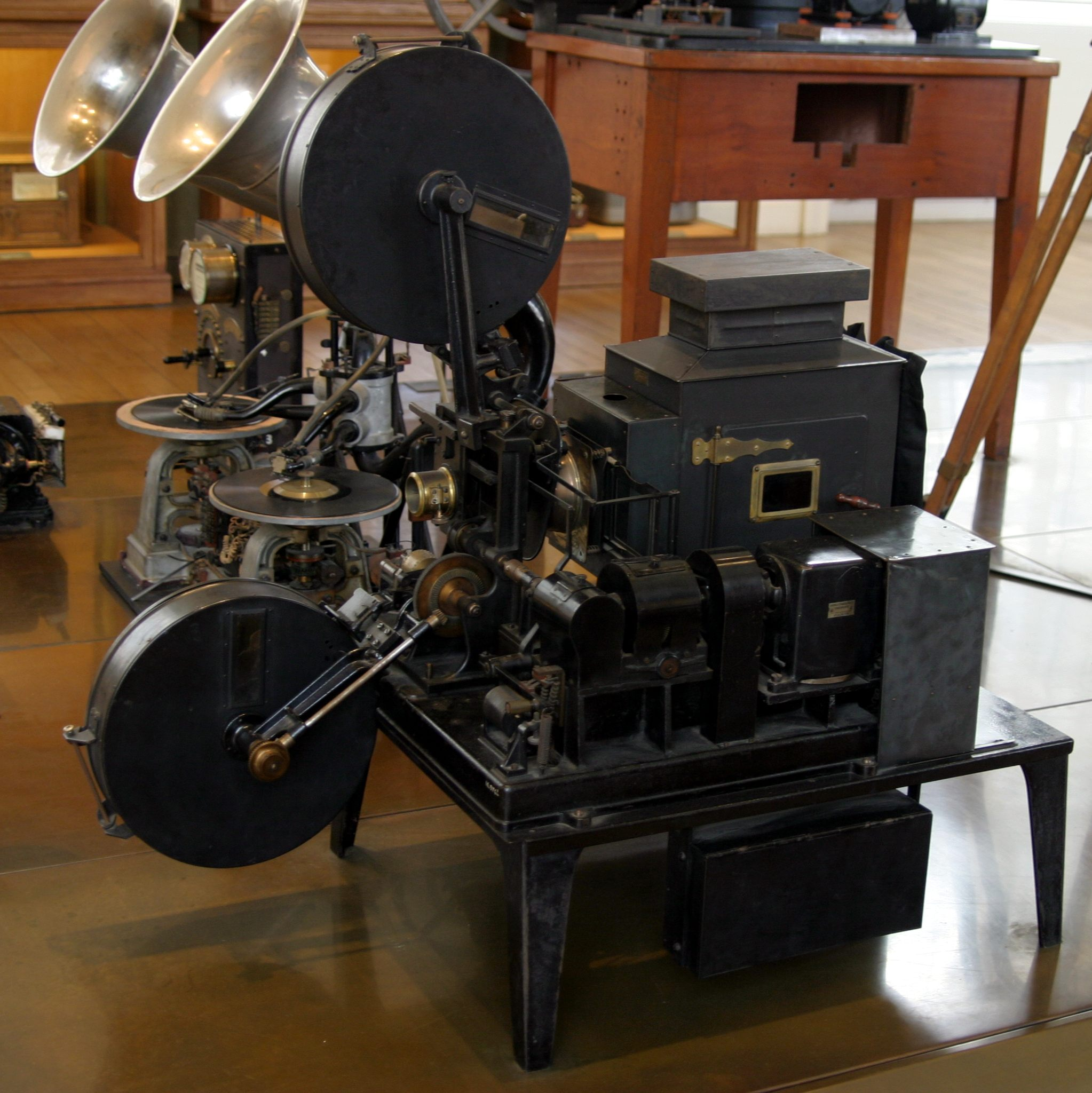
Chronomégaphone Gaumont de 1910 : au premier plan l'appareil de projection (muet), au fond les deux elgéphones à air comprimé.

Le disque de cire gravée ou de bakélite, lu par l'un des deux elgéphones, et amplifié grâce à une pompe à air, est synchronisé avec l'appareil de projection qui déroule l'image sur pellicule, par un démarrage simultané des deux machines. Le projectionniste accélère ou ralentit la cadence de projection du film pour maintenir le mieux possible le synchronisme entre les deux médias. En effet, seule l'image peut subir une légère accélération ou un faible ralentissement. Le disque, lui, ne peut pas se prêter à la même manœuvre, sous peine d'une déformation catastrophique du son. Le projectionniste, enfermé dans sa cabine insonorisée (pour éviter au public d'entendre le cliquetis du projecteur), peut écouter le son dans la salle grâce à une sorte de téléphone qui le relie en plus à l'opérateur chargé de faire démarrer le chronomégaphone installé derrière l'écran. Ce dispositif de communication indispensable est appelé "le chef d'orchestre". Mais sa présence n'empêche pas les incidents techniques de désynchronisation des deux machines.

## Vente exceptionnelle d'un chronomégaphone aux enchères en 2015
Un chronomégaphone a été vendu le 7 juin 2015 pour un montant 1.240.000 euros (frais compris) aux enchères à Tours à un représentant de la firme Gaumont. Cet appareil, pesant environ 450 kg, a été acheté au début de l'année 1912 pour 8.330 francs or (l'équivalent de deux millions d'euros aujourd'hui). Il fonctionne sur courant continu de 70, 110 ou 220 volts. Cet appareil de cinéma parlant avec diffusion de son amplifié est contenu dans quatre caisses (la malle 1 avec les pavillons, la malle 2 avec le chef-d'orchestre, la malle 3 avec l'elgéphone, la malle 4 avec la pompe à air comprimé).
Son acquéreur initial tourangeau, Charles Proust, souhaitait s'enrichir en faisant la tournée des villes mexicaines pour montrer des phonoscènes. Il en avait avec lui une trentaine. La première représentation à Mexico, en mai 1912, a connu des incidents techniques.  Charles Proust n'avait pas anticipé la nécessité d'adapter son  appareil au courant électrique alternatif du Mexique. Il réussit en bricolant à faire fonctionner l'appareil. Lorsque la séance débuta, des coups de feu de joie (!) furent tirés dans le plafond. La projection, pendant à peine plus de deux minutes et demie de "La légende du roi Gambrinus", une chanson à la gloire de la bière, connut un grand succès. La révolution mexicaine mit un terme aux ambitions de Charles Proust : "L'insécurité régnait et il était compliqué de se déplacer à travers le pays pour renouveler son public. De plus, l'éloignement de la France empêchait l'achat et la livraison de nouveaux films parlants", explique le commissaire-priseur de la vente aux enchères. Charles Proust et son équipe se rendirent alors le 30 septembre 1912 à Cuba pour faire des présentations de films muets à Ciego de Avila, dans le centre de l'île. Le Chronomégaphone fut ensuite transporté jusqu'à La Havane en novembre 1912. La programmation des bandes et des disques, comprenant essentiellement des airs d'opéra (en français) mais aussi des chansons populaires (elles aussi en français) ne passionna guère le public de la capitale cubaine. Fin novembre 1912, Charles Proust et son frère décidèrent de faire une tournée en province qui se termina à Santiago de Cuba le 23 février 1913. La dernière utilisation de ce dispositif a été faite au Costa Rica le 7 mars 1913, au théâtre Montecarlo de Heredia. En raison de finances insuffisantes, Charles Proust rentra en France avec son chronomégaphone. Sa famille a ainsi conservé pendant plusieurs générations l'appareil jusqu'à sa mise en vente en 2015.